# Công ty mẹ
Công ty mẹ là một công ty sở hữu một phần chính hoặc toàn bộ số cổ phần của một công ty khác để có thể kiểm soát việc điều hành và các hoạt động của công ty này (công ty con) bằng việc gây ảnh hưởng hoặc bầu ra Hội đồng quản trị. Khái niệm này thường đề cập đến một công ty mà tự nó không sản xuất hàng hóa hay dịch vụ, mà mục đích của nó chỉ để sở hữu cổ phiếu của các công ty khác. Công ty mẹ cho phép giảm rủi ro cho chủ, người sở hữu.
Ở Hoa Kỳ, Berkshire Hathaway là một trong những công ty mẹ lớn nhất; nó sở hữu nhiều công ty bảo hiểm, các xí nghiệp sản xuất, các nhà bán lẻ và các công ty khác.
Theo quy định tại Luật Doanh nghiệp 2005 của Việt Nam một công ty được coi là công ty mẹ của công ty khác nếu thuộc một trong các trường hợp sau đây:
- Sở hữu trên 50% vốn điều lệ hoặc tổng số cổ phần phổ thông đã phát hành của công ty đó;
- Có quyền trực tiếp hoặc gián tiếp bổ nhiệm đa số hoặc tất cả thành viên Hội đồng quản trị, Giám đốc hoặc Tổng giám đốc của công ty đó;
- Có quyền quyết định việc sửa đổi, bổ sung Điều lệ của công ty đó.